# 嵐をこえて
『嵐をこえて』（あらしをこえて）は1956年に曙出版より刊行された赤塚不二夫のデビュー作となった描き下ろしの漫画単行本。

## 作品背景
赤塚不二夫は『漫画少年』へ漫画の投稿をし、その漫画が石森章太郎（後の石ノ森章太郎）の目に留まり、石森が主宰する「東日本漫画研究会」が制作する肉筆回覧誌「墨汁一滴」の同人に参加。この同人の東京支部に長谷邦夫やよこたとくおがいた。また既にプロの漫画家だったつげ義春が同じく赤塚の漫画に興味を持ち、しばしば遊びに来るようになった。
『漫画少年』の突然の休刊後、つげからプロへの転向を勧められ、一人では心細いとよこたを誘い、よこたと西荒川で共同生活をしながらプロ漫画家として活動する事となる。つげの仲介で曙出版と契約を交わし、1956年（昭和31年）、描き下ろし単行本の本作でデビューする。なお当時は、ひどい遅筆で、とても生活費の足しにならなかったという。
この時期赤塚は主に少女漫画を描いていたが、自分本来の描きたいものが描けず、一時期は筆をも折ろうとしていたが、まんが王編集者の壁村耐三が、石ノ森章太郎の部屋に同居してアシスタント的立場だった赤塚不二夫にギャグ漫画を描かせた。その時の作品こそ『ナマちゃん』である。そこから赤塚不二夫はギャグに開花し、ギャグ漫画の第一人者となるのであった。

## あらすじ
ミドリとスミレの仲良し姉妹の姉のミドリが、友達の死、ノイローゼ、転校、母の死、先生の病気など、次々に襲ってくる嵐のような困難を明るく乗り越えていく成長ストーリー。

## 復刊
本書は永らく絶版であり、オリジナルの曙版単行本が数十万円で取引されるなどされていたが、赤塚不二夫の漫画家生活50周年を記念し2006年小学館クリエイティブにより完全復刻され、同時に初期作品である『嵐の波止場』も完全復刻された。